# Bæjarhreppur

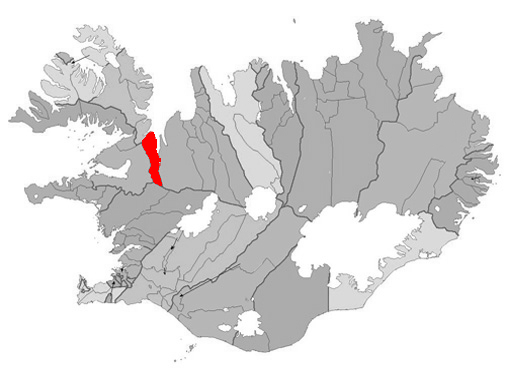

Bæjarhreppur (Strandasýslu) var en kommun i regionen Västfjordarna på Island. 2012 införlivades Bæjarhreppur i Húnaþing vestra.

## Bilder

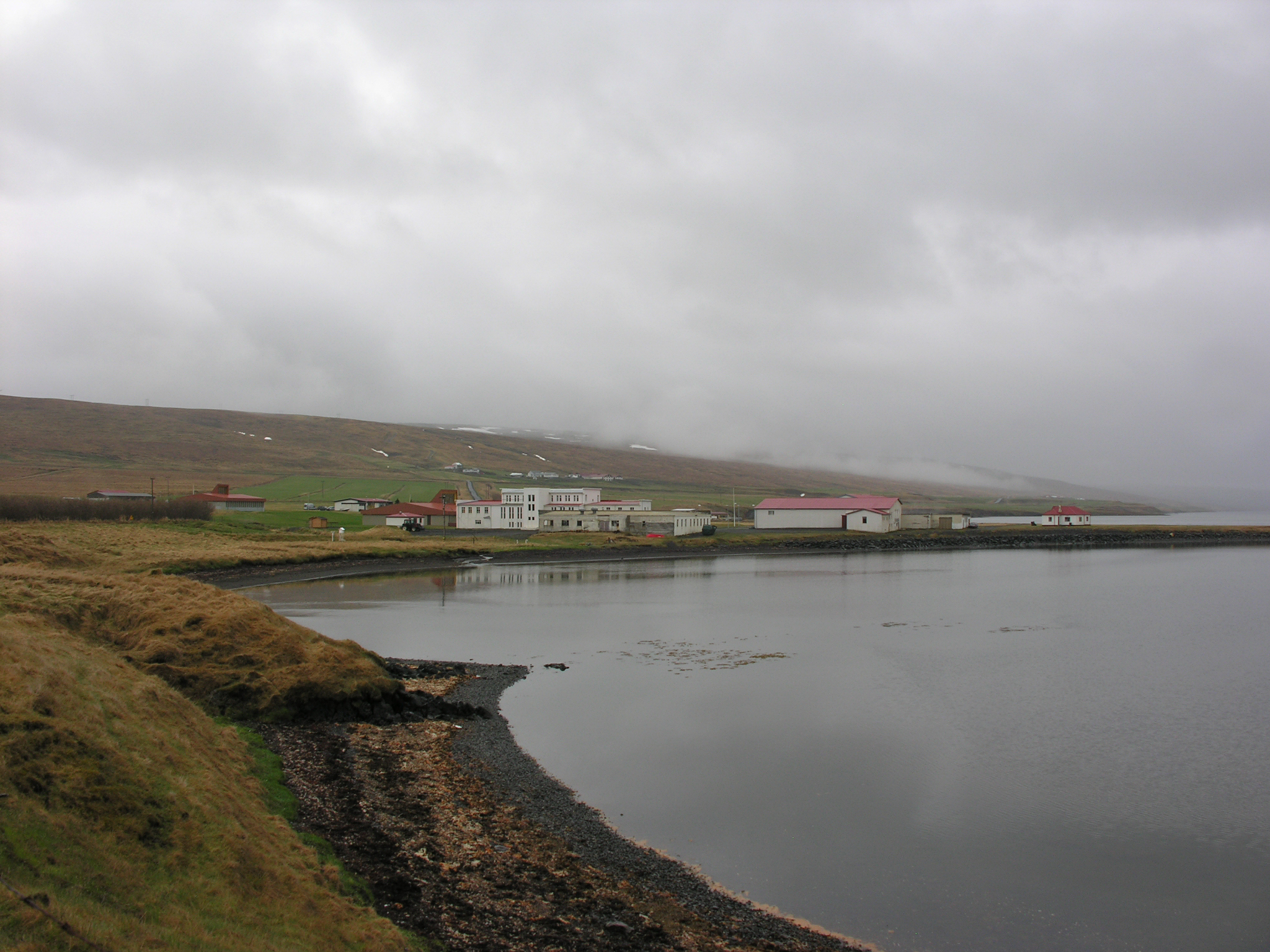
Borðeyri
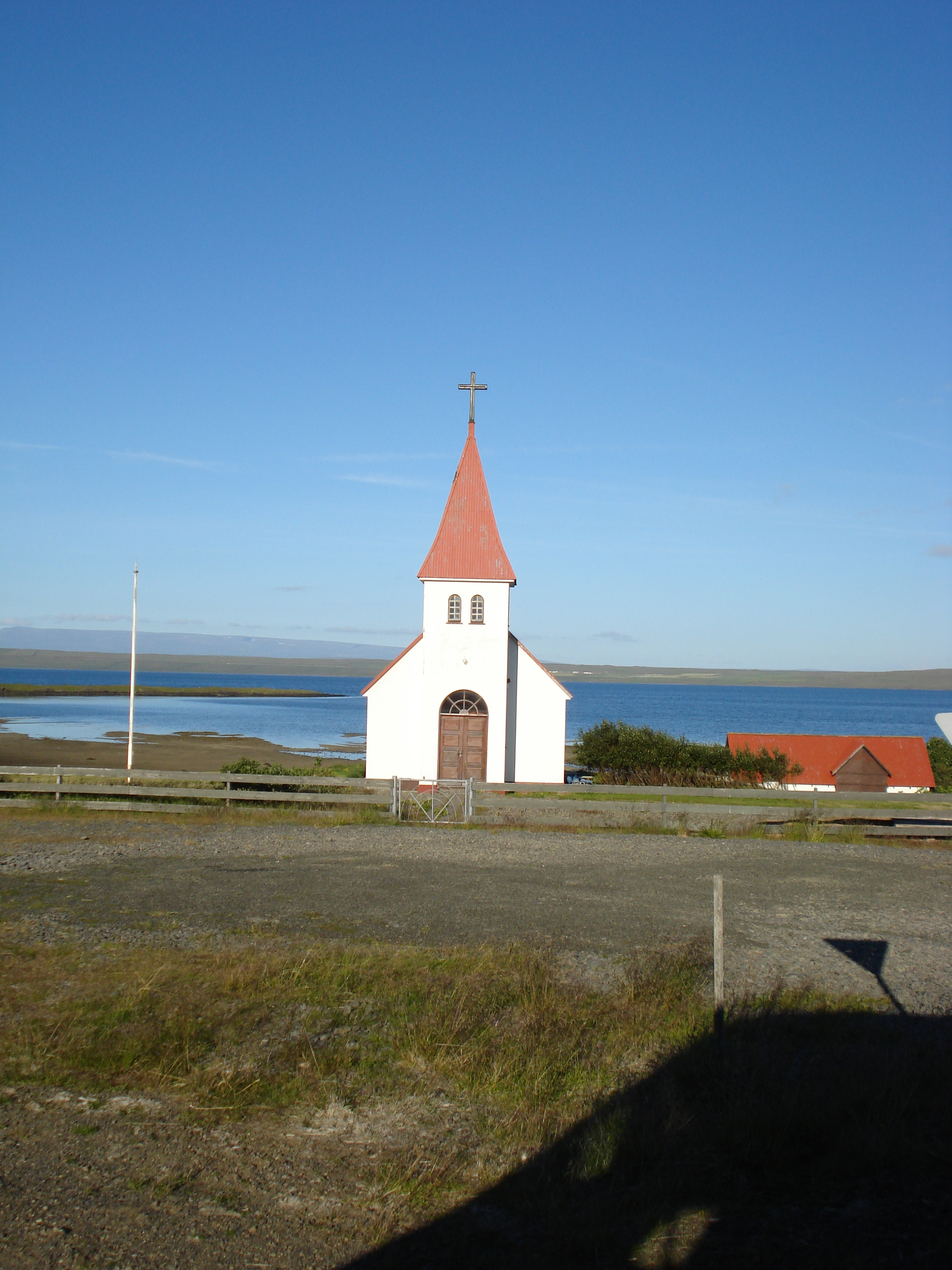
Prestsbakki
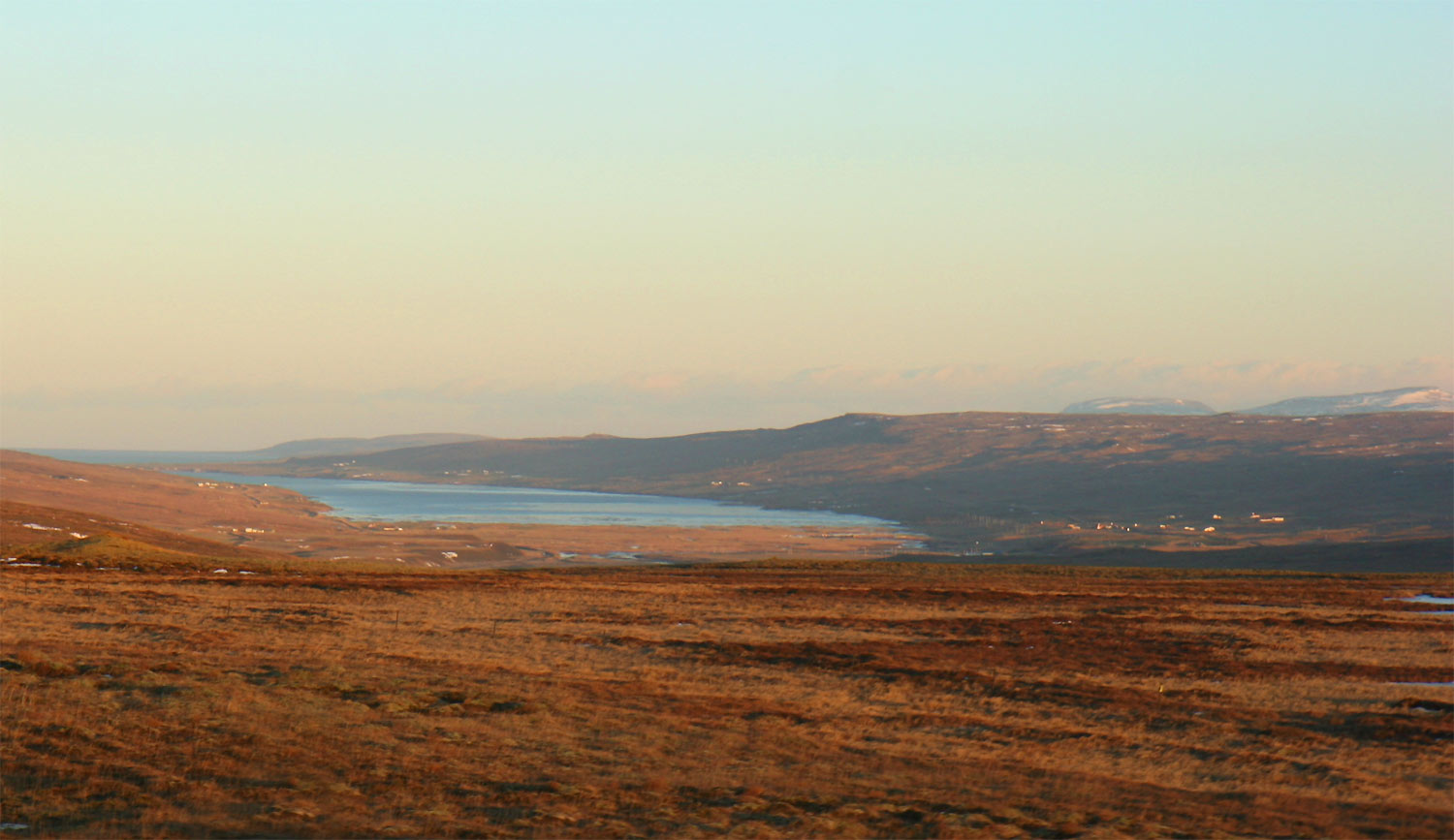
Hrútafjörður